# Aro (España)
Aro (llamada oficialmente San Vicenzo de Aro) es una parroquia y un lugar español del municipio de Negreira, en la provincia de La Coruña, Galicia.

## Entidades de población
Entidades de población que forman parte de la parroquia:
- Aro
- Braña (A Braña)
- Camiño Real (O Camiño Real)
- Meiro
- Pedralonga
- Rioseco
- San Vicente (San Vicenzo)
- Tuñas
- Vilar
- Leira de Ares

## Demografía

### Parroquia
| Gráfica de evolución demográfica de Aro (parroquia) entre 2000 y 2018 |
|                                                                       |
| Datos según el nomenclátor publicado por el INE.                      |

### Lugar
| Gráfica de evolución demográfica de Aro (lugar) entre 2000 y 2018 |
|                                                                   |
| Datos según el nomenclátor publicado por el INE.                  |

## Patrimonio material

### Iglesia de San Vicente de Aro
Esta iglesia fue construida entre fines del siglo XVIII y principios del XX. Las caras laterales están construidas a tramos y la principal con un gran frontón recto. Cuenta con una nave única, con una gran bóveda de cañón corrida, que denota alarde técnico y sensación de robusteza. En el presbiterio se encuentra una bóveda de aristas.

### Escuela de Americanos
En el lugar de Camiño Real se encuentra una escuela creada por la Sociedad Barcalesa de Barcala (Cuba). Fue construida a mediados del siglo XX.

### Hórreo de San Vicente
A escasos 30 metros de la Iglesia, está situado el hórreo de San Vicente. Hace años usado por los aldeanos para guardar las cosechas, con el paso del tiempo se ha ido dejando de usar. Se está pensando en arreglar los desperfectos que tiene para que vuelva a lucir como antaño.

## Patrimonio inmaterial

### Artesanía
Hace años, en Aro había artesanos que realizaban cestos. Se alcanzaba una producción de unos cincuenta cestos anuales, y se comercializaban en los mercados comarcales de Negreira, Noia y Santa Comba.
Actualmente se están haciendo cursos para los vecinos, en donde enseñan a hacer, aparte de cestos, fuentes decorativas, jarrones.

## Festividades
En la parroquia se celebran las fiestas locales tres veces al año.
El 22 de enero se celebra la fiesta de San Vicente, en mayo o junio se celebra el Corpus Christi, y el 16 de julio se celebra la fiesta en honor a la Virgen del Carmen.